# فانغلا
فانغلا (بالإستونيَّة: Vängla)، قرية تتبع دائرة ماريما في مقاطعة رابلا غرب إستونيا.